# 达瑙拉
达瑙拉（Dhanaula），是印度旁遮普邦Sangrur县的一个城镇。总人口18397（2001年）。

## 人口
该地2001年总人口18397人，其中男性9686人，女性8711人；0—6岁人口2416人，其中男1327人，女1089人；识字率55.56%，其中男性为59.37%，女性为51.33%。

Entrance of Govt. Senior Secondary School (Boys) Dhanaula (Barnala)